# Задар (аеропорт)
Задарський аеропорт (хорв. Zračna luka Zadar) (IATA: ZAD, ICAO: LDZD) — аеропорт, що обслуговує Задар, Хорватія. Розташований у населеному пункті Земуник-Доній за 8 км від залізничної станції Задар.
Це найбільший аерокосмічний центр в Хорватії. На своїх двох злітно-посадкових смугах здатний приймати літаки незалежно від погодних умов. Аеропорт служить базою для літаків Люфтганза льотної школи InterCockpit і основною тренувальною базою хорватських ВПС. Він оснащений обладнанням: МІ-8, Мі-17, AT-802, PC-9, Zlin-242, Bell-206B3.
Аеропорт Задар був одним з небагатьох аеропортів у світі, де РД перетнула дорогу загального користування. Дорога була закрита в середу, 7 квітня 2010 як захід при переговорах з Європейським Союзом під час хорватського приєднання.

## Авіалінії та напрямки
| Авіакомпанія          | Пункт призначення |
| --------------------- | --- |
| Austrian Airlines     | Сезонний чартер: Інсбрук |
| Brussels Airlines     | Сезонний: Брюссель |
| Condor                | Сезонний: Франкфурт, Ганновер (з 4 травня 2019) |
| Croatia Airlines      | Пула, Загреб Сезонний: Франкфурт |
| EasyJet               | Сезонний: Берлін-Шенефельд, Лондон-Лутон, Мілан-Мальпенса |
| Eurowings             | Сезонний: Берлін-Тегель, Кельн/Бонн, Дюссельдорф, Гамбург, Штутгарт, Відень |
| Flybe                 | Сезонний: Лондон-Саутенд |
| Germania              | Сезонний: Бремен (з 23 червня 2019) |
| Germania Flug         | Сезонний: Цюрих |
| HOP!                  | Сезонний чартер: Ліон |
| Laudamotion           | Сезонний: Штутгарт (з 31 березня 2019) |
| Lufthansa             | Сезонний: Франкфурт, Мюнхен |
| Luxair                | Сезонний: Люксембург |
| LOT Polish Airlines   | Сезонний: Варшава-Шопен |
| Neos                  | Сезонний: Тель-Авів |
| Norwegian Air Shuttle | Сезонний: Осло-Гардермуен |
| Ryanair               | Сезонний: Париж-Бове, Берлін-Шенефельд, Брюссель-Шарлеруа, Кельн/Бонн (з 3 квітня 2019), Дублін, Франкфурт, Гетеборг, Гамбург (з 1 квітня 2019), Карлсруе/Баден-Баден, Лондон-Станстед, Манчестер, Марсель, Меммінген, Нюрнберг (з 4 квітня 2019), Прага (з 3 квітня 2019), Стокгольм-Скавста, Веце |
| Titan Airways         | Сезонний чартер: Лондон-Станстед, Манчестер |
| Transavia France      | Сезонний: Роттердам (з 1 квітня 2019) |
| Vueling               | Сезонний: Барселона, Рим-Фіумічіно |

## Статистика
| Рік  | Пасажирообіг | Вантажообіг |
| ---- | ------------ | ----------- |
| 1976 | ▬ 146,000    | N/A         |
| 2001 | ▼ 39,244     | N/A         |
| 2002 | ▲ 49,949     | 7,379       |
| 2003 | ▲ 69,876     | 11,698      |
| 2004 | ▼ 65,853     | 58,889      |
| 2005 | ▲ 86,857     | 257,658     |
| 2006 | ▼ 65,423     | 23,614      |
| 2007 | ▲ 119,449    | 13,652      |
| 2008 | ▲ 157,978    | 3,963       |
| 2009 | ▲ 215,868    | 337,919     |
| 2010 | ▲ 272,675    | 15,975      |
| 2011 | ▲ 284,980    | 19,457      |
| 2012 | ▲ 371,256    | 10,516      |
| 2013 | ▲ 472,572    | 17,267      |
| 2014 | ▲ 496,697    | 7,275       |
| 2015 | ▼ 487,652    | 12,791      |
| 2016 | ▲ 520,924    | 26,450      |
| 2017 | ▲ 589,841    | 5,925       |